# Couverture tritigène
La couverture tritigène (également connue sous le nom de couverture de fusion, couverture de lithium ou simplement couverture) est un élément clé dans de nombreuses conceptions de réacteurs à fusion. Elle a trois objectifs. Le premier est d'agir comme un mécanisme de refroidissement, absorbant l'énergie des neutrons produits dans le plasma par la réaction de fusion nucléaire entre le deutérium et le tritium (réaction DT). Le second objectif est de produire davantage de tritium, qui serait autrement difficile à obtenir en des quantités suffisantes, grâce à l'interaction des neutrons avec le lithium contenu dans la couverture. Enfin, la couverture tritigène sert également de blindage, empêchant les neutrons de haute énergie de s'échapper vers les régions à l'extérieur de la chambre du réacteur, protégeant ainsi les parties les plus sensibles aux rayonnements (telles que les aimants ohmiques ou supraconducteurs) contre les dommages et l'activation neutronique.
Parmi ces trois tâches, seule la partie production de tritium ne peut pas être remplacée par un autre moyen. Par exemple, une grande quantité d'eau constitue un excellent système de refroidissement, ainsi qu'un bouclier neutronique, comme c'est le cas dans les réacteurs nucléaires conventionnels à fission. Cependant, le tritium est difficile à obtenir en quantité suffisante pour faire fonctionner un réacteur. Donc, si l'on veut envisager une production d'énergie commerciale par fusion utilisant le cycle DT, une production de tritium en quantité commerciale est une nécessité.
Les diverses conceptions de couvertures tritigènes sont principalement basées sur des céramiques contenant du lithium, avec un accent sur le titanate de lithium et l'orthosilicate de lithium. Ces matériaux, le plus souvent sous forme de galets, sont utilisés pour produire et extraire du tritium et de l'hélium. Ils doivent résister à des charges mécaniques et thermiques élevées, et ils ne doivent pas devenir trop radioactifs lorsqu'ils arrivent en fin de vie.
À ce jour, aucun système de production de tritium à grande échelle n'a été tenté. La question de savoir si un tel système est possible reste à débattre.
Le projet ITER mène un effort important dans la conception utilisant des couvertures tritigènes et testera un certain nombre de solutions potentielles. Les différentes conceptions de couverture tritigènes comprennent les méthodes de plomb au lithium refroidi à l'hélium (en anglais : helium-cooled lithium lead, ou HCLL), de lit de galets refroidi à l'hélium (en anglais : helium-cooled pebble bed, ou HCPB) et de plomb au lithium refroidi à l'eau (en anglais : water-cooled lithium lead, ou WCLL). Six systèmes différents de production de tritium, connus sous le nom de modules de couvertures de test (en anglais : Test Blanket Modules, ou TBM), seront testés dans le projet ITER.